# Annie Walsh Memorial School
Annie Walsh Memorial School är en gymnasieskola för flickor i Freetown i Sierra Leone, som grundades 1849. Den har kallata den äldsta (varaktiga) skolan för flickor i Afrika söder om Sahara. 